# جواز سفر المجموعة الاقتصادية لدول غرب إفريقيا

دول المجموعة الاقتصادية لدول غرب إفريقيا باللون الأخضر.

جواز السفر المجموعة الاقتصادية لدول غرب إفريقيا. تم إنشاء الجواز لتسهيل السفر بين بلدان المنطقة من مواطني الدول الأعضاء لفترات مدة أقصاها 90 يوما. بعض وليس كل الدول الأعضاء في المجموعة الاقتصادية لدول غرب إفريقيا قد أصدرت تصميم مشترك لجواز السفر. جواز السفر يمكن استخدامه داخل المنطقة الفرعية وهو معترف به أيضا للسفر الدولي.

## معرض صور

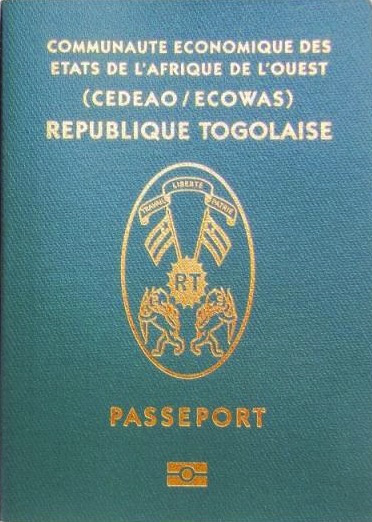
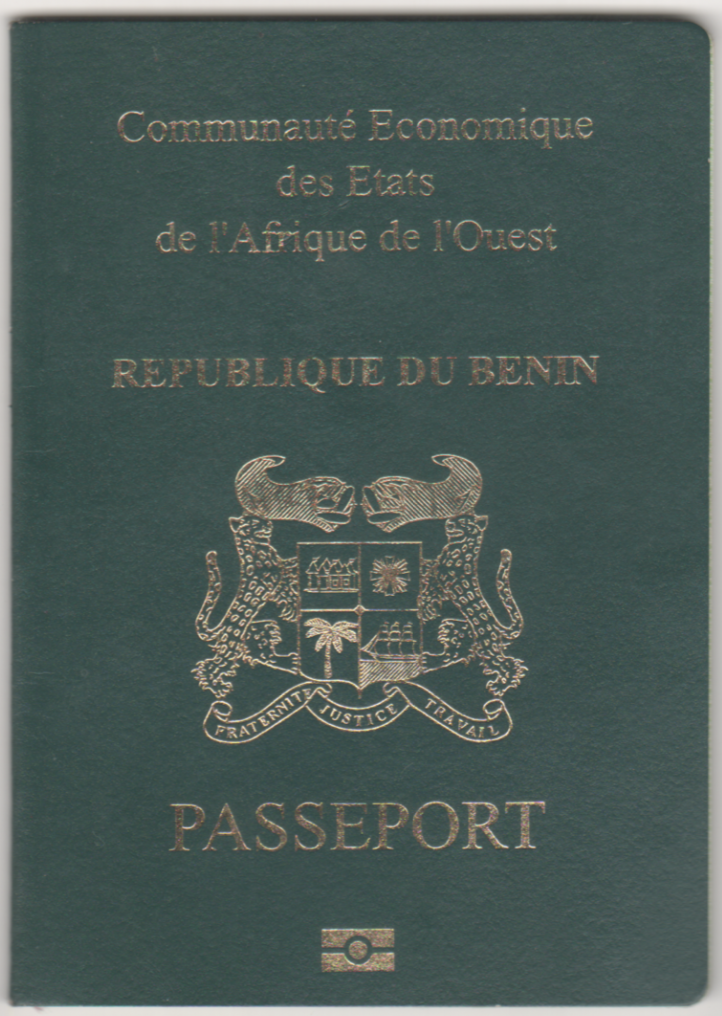
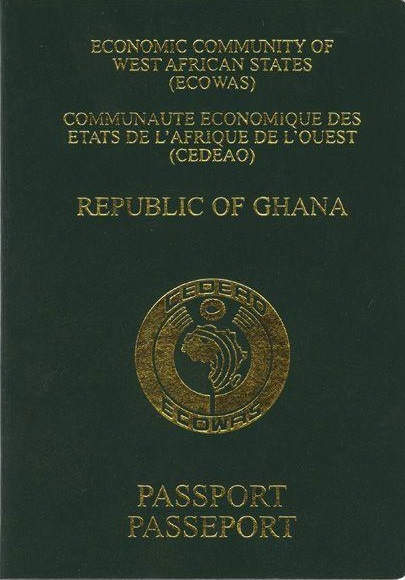
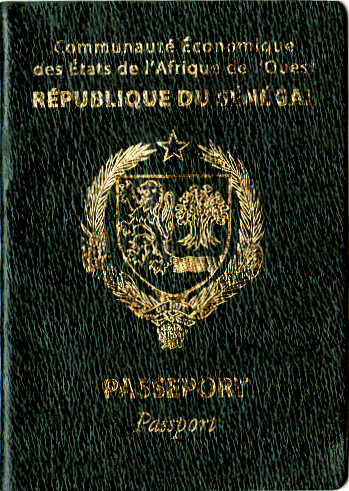